# Lüeyang

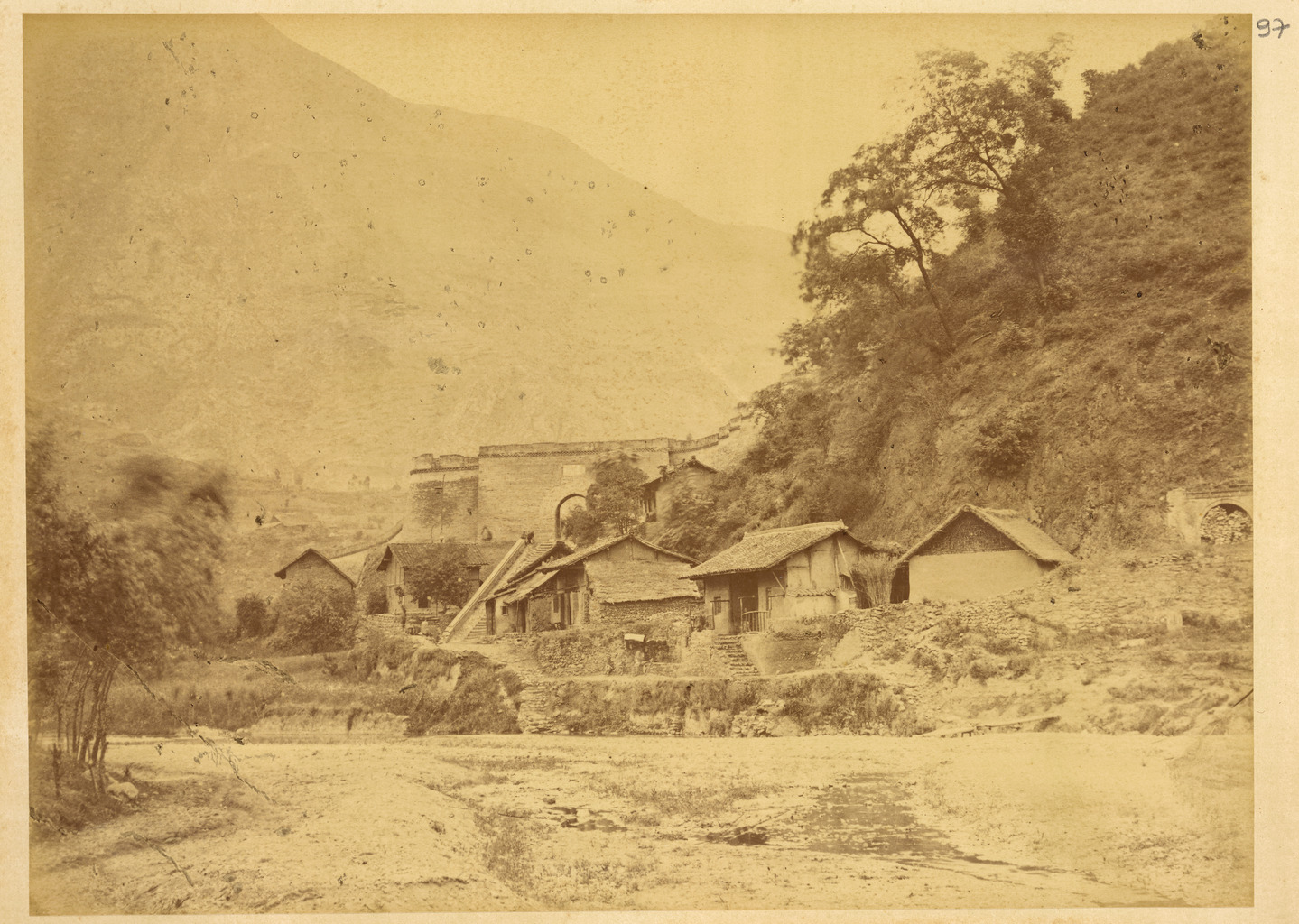
Lüeyang im Jahr 1875

Lüeyang (略阳县,  Lüèyáng Xiàn) ist ein Kreis der bezirksfreien Stadt Hanzhong in der chinesischen Provinz Shaanxi. Die Fläche beträgt 2.811 Quadratkilometer und die Einwohnerzahl 143.989 (Stand: Zensus 2020). 1999 zählte Lüeyang 200.361 Einwohner.
Die Steininschriften des Lingyan-Tempels (Lingyan si moya 灵岩寺摩崖) stehen seit 2006 auf der Liste der Denkmäler der Volksrepublik China (6-864).

## Administrative Gliederung
Auf Gemeindeebene setzt sich der Kreis aus 18 Großgemeinden zusammen. Diese sind:
- Großgemeinde Chengguan 城关镇
- Großgemeinde Jieguanting 接官亭镇
- Großgemeinde Hengxianhe 横现河镇
- Großgemeinde Lianghekou 两河口镇
- Großgemeinde Jinjiahe 金家河镇
- Großgemeinde Xujiaping 徐家坪镇
- Großgemeinde Baishuijiang 白水江镇
- Großgemeinde Xiakouyi 硖口驿镇
- Großgemeinde Hejiayan 何家岩镇
- Großgemeinde Lesuhe 乐素河镇
- Großgemeinde Guo 郭镇
- Großgemeinde Heihe 黑河镇
- Großgemeinde Baiquesi 白雀寺镇
- Großgemeinde Xihuaiba 西淮坝镇
- Großgemeinde Wulongdong 五龙洞镇
- Großgemeinde Guanyinsi 观音寺镇
- Großgemeinde Matiwan 马蹄湾镇
- Großgemeinde Xiantaiba 仙台坝镇